# 阿爾德門東站
阿爾德門東站（英語：Aldgate East tube station）是倫敦地鐵漢默史密斯及城市線的其中一個車站，位於大倫敦內倫敦塔村區，介於白教堂及阿爾德門（Aldgate）之間。
阿爾德門東站在漢默史密斯及城市線上的相鄰車站為利物浦街車站及白教堂站，在區域線上的相鄰車站為塔丘站及白教堂站。阿爾德門東站所有的月台都有售票柵欄。
該車站目前正在進行整修，月台的牆壁將完全重鋪瓷磚。然而當Metronet在2007年夏天倒閉後，阿爾德門東站所有的整修工作就完全停止了，包括車站月台的重鋪瓷磚工程及東售票大廳的翻新工程。東售票大廳及月台在2009年3月31日重新開幕。月台上的部份瓷磚已被移除，但是尚未鋪設新瓷磚，所以直接露出下面的混凝土。而其他地方的牆壁上仍然覆蓋著淺黃色的瓷磚。

## 歷史
大都會區域鐵路（現在的區域線）計劃將路線東部延伸到原來的阿爾德門東站，並命名為“商業大道”。原本的阿爾德門東站在1884年10月6日開幕，大約位於目前阿爾德門東站西方約500英尺處，接近大都會鐵路的阿爾德門站。然而，當大都會鐵路從利物浦街（Liverpool Street）開始興建後，其路線將特別彎曲。
作為倫敦運輸1935至1940年新工程計劃的一部分，位於三角交界地帶的阿爾德門站開始擴建，讓路線的轉彎幅度更加柔和，確保列車不會違反其他地區的信號指示 。新的阿爾德門東站幾乎位於上一站的東方，而且有一個出口向西朝向原來的車站地點，另一個出口則位於新月台的東端。
新的東出口現在相當接近沿線的下一個車站聖瑪麗站，這個車站在1938年關閉，為了減少運營成本及行車時間，當時新阿爾德門東站已經有效地取代2個早期車站。
新阿爾德門東站於1938年10月31日開業，而原本的車站在前一天晚上永久關閉。新阿爾德門東站完全位於地下，而且設計了地下行人隧道與平面道路連結。然而，為了騰出所需的空間，現有的軌道需要降低高度超過7英尺。要完成這一個目標，同時保持軌道在白天正常運作，軌道底下的部分被挖掘出來，並使用木材將軌道架高。挖掘工作完成後，新車站開始建設，900多位工人同時在一個晚上將全部的軌道降低，並利用掛鉤在必要時暫停的軌道運輸。鉤子目前仍然存在。漢默史密斯及城市線列車通過早期的車站後，沿著三角形的路線（從利物浦街車站及塔丘站）運行到阿爾德門東站。
當位在拓寬道路底下的車站全部完工後，開始採用混凝土當作車站結構材料，月台的高度特別高。車站附近的地區包含白教堂畫廊、襯裙巷市場和布里克巷。

## 未來
當地的議員曾發起一項活動，企圖在2012年將阿爾德門東站改為布里克巷（Brick Lane）地鐵站，但是因為沒有獲得官方的支持，一直沒有成功。該委員也試圖將梳迪治高街站更名為Banglatown。

## 相關文獻
- Butt, R. V. J.  1st. Sparkford: Patrick Stephens Ltd. 1995-10. ISBN 978-1-85260-508-7. OCLC 60251199. OL 11956311M （英语）.

## 外部連結
- London's Abandoned Tube Stations - Aldgate East （页面存档备份，存于）
- More photos and Google Street View imagery of this station （页面存档备份，存于）